# PFLNG 2
PFLNG 2 (Petronas floating LNG 2) — плавучий завод із виробництва зрідженого природного газу, який створюється на замовлення малайзійської компанії Petronas.
В середині 2010-х років у світі розпочалось створення одразу кількох суден нового типу, призначених для розміщення заводів ЗПГ. При цьому малайзійська Petronas розпочала одразу два таких проекти — PFLNG Satu (PFLNG 1) та PFLNG 2. Останній збираються розмістити за 130 км від узбережжя штату Сабах (острів Калімантан) для розробки родовища Ротан.
Завод матиме потужність у 1,5 млн т ЗПГ на рік (2,1 млрд м3). Судно з розмірами 381 х 64 х 3 метри призначене для роботи в районах з глибинами моря до 1500 метрів та розраховується на 20-річний межремонтний період. Для зберігання продукції вона матиме резервуари ємністю 177 000 м3.
Спорудження судна здійснює компанія Samsung Heavy Industries на своїй верфі на острові Geoje. Рішення про реалізацію проекту прийняли у лютому 2014-го, в листопаді наступного року відбулась закладка киля. Втім, на початку 2016-го в умовах сильного зниження цін на нафту і газ Petronas, якій не вистачало коштів для здійснення всіх запланованих капітальних інвестицій, вирішила відтермінувати реалізацію проекту PFLNG 2. Наразі строки його готовності перенесено на 2018 рік.